# IFI27L2
IFI27L2 (англ. Interferon alpha inducible protein 27 like 2) – білок, який кодується однойменним геном, розташованим у людей на 14-й хромосомі. Довжина поліпептидного ланцюга білка становить 130 амінокислот, а молекулярна маса — 12 410.
| 10         |  | 20         |  | 30         |  | 40         |  | 50         |
| ---------- |  | ---------- |  | ---------- |  | ---------- |  | ---------- |
| MMKRAAAAAV |  | GGALAVGAVP |  | VVLSAMGFTG |  | AGIAASSIAA |  | KMMSAAAIAN |
| GGGVSAGSLV |  | ATLQSVGAAG |  | LSTSSNILLA |  | SVGSVLGACL |  | GNSPSSSLPA |
| EPEAKEDEAR |  | ENVPQGEPPK |  | PPLKSEKHEE |  |            |  |            |

A: Аланін

C: Цистеїн

D: Аспарагінова кислота

E: Глутамінова кислота

F: Фенілаланін

G: Гліцин

H: Гістидин

I: Ізолейцин

K: Лізин

L: Лейцин

M: Метіонін

N: Аспарагін

P: Пролін

Q: Глутамін

R: Аргінін

S: Серин

T: Треонін

Локалізований у мембрані.